# Daniel Friedrich Humbach

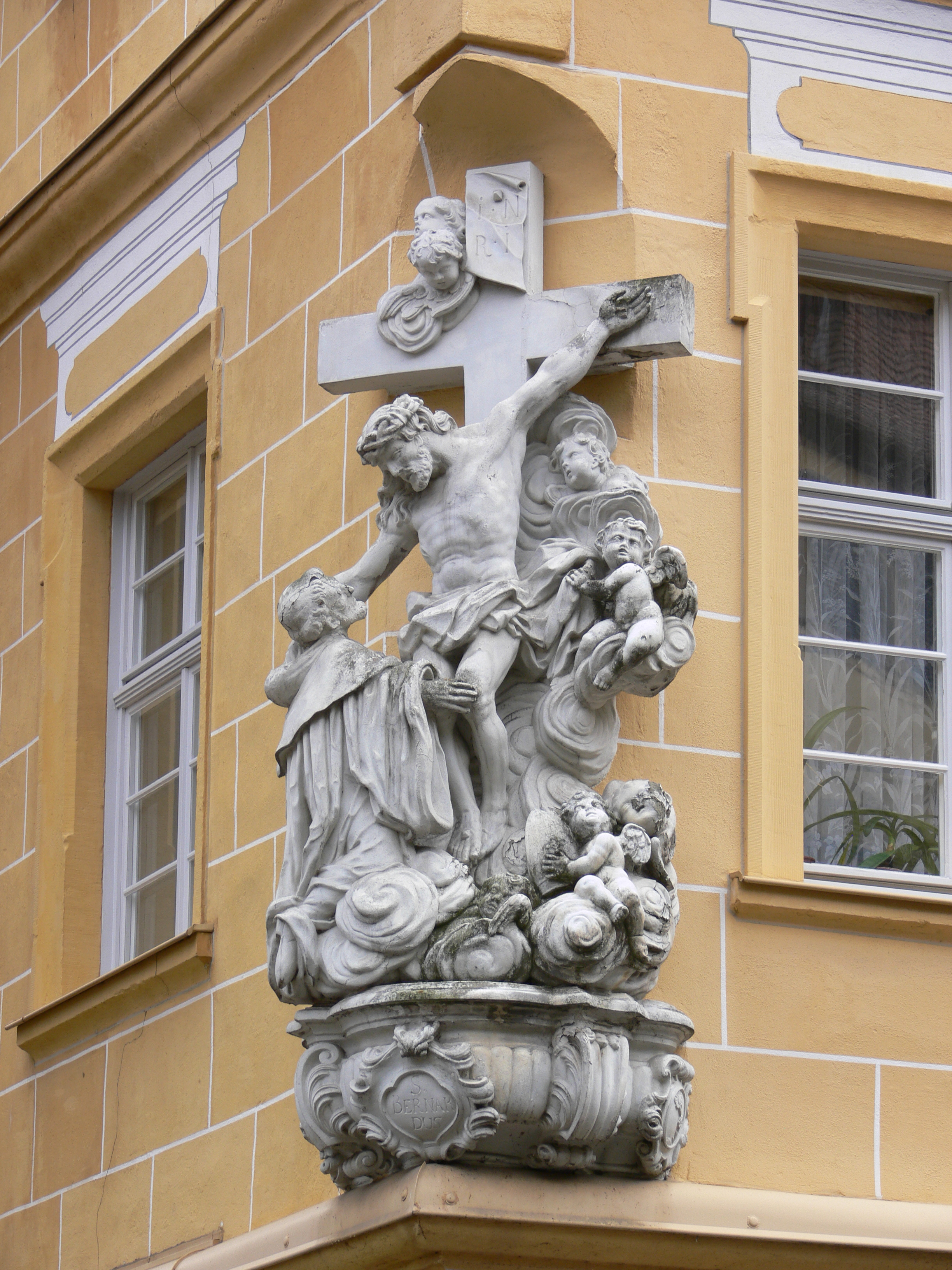
Bernhardskreuz am Alten Ebracher Hof in Bamberg

Daniel Friedrich Humbach (* um 1685 in Berlin; † nach 1741) war ein Bildhauer und Stuckateur, der in Bamberg, Ebrach und Fulda arbeitete.

## Leben und Wirken
Humbach kam 1715 mit seiner Ehefrau nach Bamberg und ließ dort fünf Kinder taufen. Er wurde 1719 als „Steinhauer“ erwähnt, wo er für seine Bildhauerarbeit an den 7 untersten und 7 obersten Fenster für den Neuen Bau der ehemaligen Zisterzienserabtei Ebrach eine Entlohnung erhielt, er hatte die Arbeiten des Bildhauers Balthasar Esterbauer fortgeführt. Als seine Ehefrau 1738 starb, zog er nach Erlangen, wo ihm eine Hofbildhauerstelle in Aussicht gestellt wurde.
1728 fertigte er die Hermen im Kaisersaal zu Fulda und nach einem Entwurf von Friedrich Joachim Stengel die reichverzierte Floravase vor dem Orangeriegebäude in der gleichen Residenz. 1738 gestaltete er die Fassade des Alten Ebracher Hofes in Bamberg figürlich aus. 1741 fertigte er in der Abteikirche Ebrach große Stuckgruppen.